# Serge Fischer
Serge Fischer, de son nom complet Serge Henri Fischer, né le 21 janvier 1907 à Strasbourg où il meurt le 7 mai 1976, est un conservateur des bibliothèques français. Nommé à la Bibliothèque nationale et universitaire (BNU) de Strasbourg en 1935, il entre dans la Résistance durant la Seconde Guerre mondiale. Arrêté par la Gestapo à Clermont-Ferrand le 4 novembre 1943, il est déporté à Buchenwald dont il réchappe le 11 avril 1945.

## Biographie
Serge Fischer naît à Strasbourg, en Alsace-Lorraine allemande, au sein d'une famille de la bourgeoisie protestante originaire de Colmar. Il est le fils de Léon Fischer, ingénieur, et de Fanny Moschkovitch, assistante en ophtalmologie à la faculté de médecine de Strasbourg et issue d'une famille juive de Kherson, située à l'époque dans l'Empire russe.
Il effectue sa scolarité primaire à Sainte-Marie-aux-Mines et secondaire à Mulhouse lorsque la région passe sous administration française après la Première Guerre mondiale. Il prépare ensuite les licences de sciences physiques et de mathématiques à la faculté des sciences de l'université de Strasbourg avant d'obtenir le certificat d’études supérieures de mathématiques générales et de chimie générale de l’École supérieure de chimie de Mulhouse en 1930.
En 1926 le jeune homme adhère au Parti communiste français (PCF) et participe par ailleurs à la fondation de l'Association fédérative générale des étudiants de Strasbourg (AFGES) et du foyer Gallia.
Serge Fischer obtient en 1931 le diplôme technique de bibliothécaire puis en 1933 le diplôme supérieur des bibliothèques. Il est nommé aide de bibliothèque à la Bibliothèque nationale et universitaire de Strasbourg (BNU) en 1935 puis bibliothécaire le 1er janvier 1939. Il participe ainsi au déménagement des collections de la BNU vers le Puy-de-Dôme au début de la Seconde guerre mondiale face aux menaces d'invasion de la France par l'Allemagne nazie. À partir de 1940, il est chargé de veiller sur une partie des collections de la BNU et lorsque les Allemands demandent en 1941 le retour des ouvrages à Strasbourg, il camoufle une partie des fonds, notamment les documents les plus précieux, pour éviter leur rapatriement en Alsace annexée.
Le bibliothécaire s'engage ensuite dans la Résistance sous les pseudonymes de Raoul et de Maurice. En 1941 il intègre d'abord le mouvement Combat puis devient durant l'été un des responsables du Front national de lutte pour l’indépendance de la France, lancé le 15 mai par le PCF. À ce titre, il joue un rôle important dans la résistance locale.
En 1942, Raoul Calas charge Serge Fischer de fonder le Front national universitaire pour le Puy-de-Dôme. Il imprime ainsi des fausses cartes d'identité, des cartes d'alimentation et des tracts de la Résistance dont il organise la distribution, notamment aux étudiants alsaciens et lorrains repliés à Clermont-Ferrand avec l'université de Strasbourg. Il redirige les personnes qu'il juge dignes de confiance pour qu'elles s'engagent dans le maquis. Il organise de plus la liaison du Front national avec d'autres mouvements de résistance tels Combat, Franc-Tireur, Libération et l'Armée secrète.

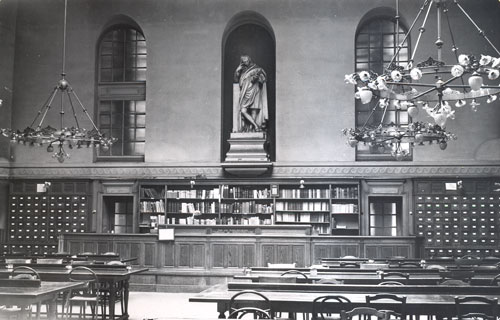
Salle de lecture de la bibliothèque Lafayette de Clermont-Ferrand où Serge Fischer a été arrêté en 1943.

Sur dénonciation de Georges Mathieu, étudiant collaborationniste, les forces d'occupation arrêtent Serge Fischer le jeudi 4 novembre 1943, peu après 10 heures du matin, dans la salle de lecture de la Bibliothèque universitaire Lafayette de Clermont-Ferrand. Torturé par Paul Blumenkamp, chef du Sipo-SD de Clermont-Ferrand, le bibliothécaire ne parle pas. Il est déporté le 24 janvier 1944 vers le camp de concentration de Buchenwald où il continue de conduire des actions de résistance.

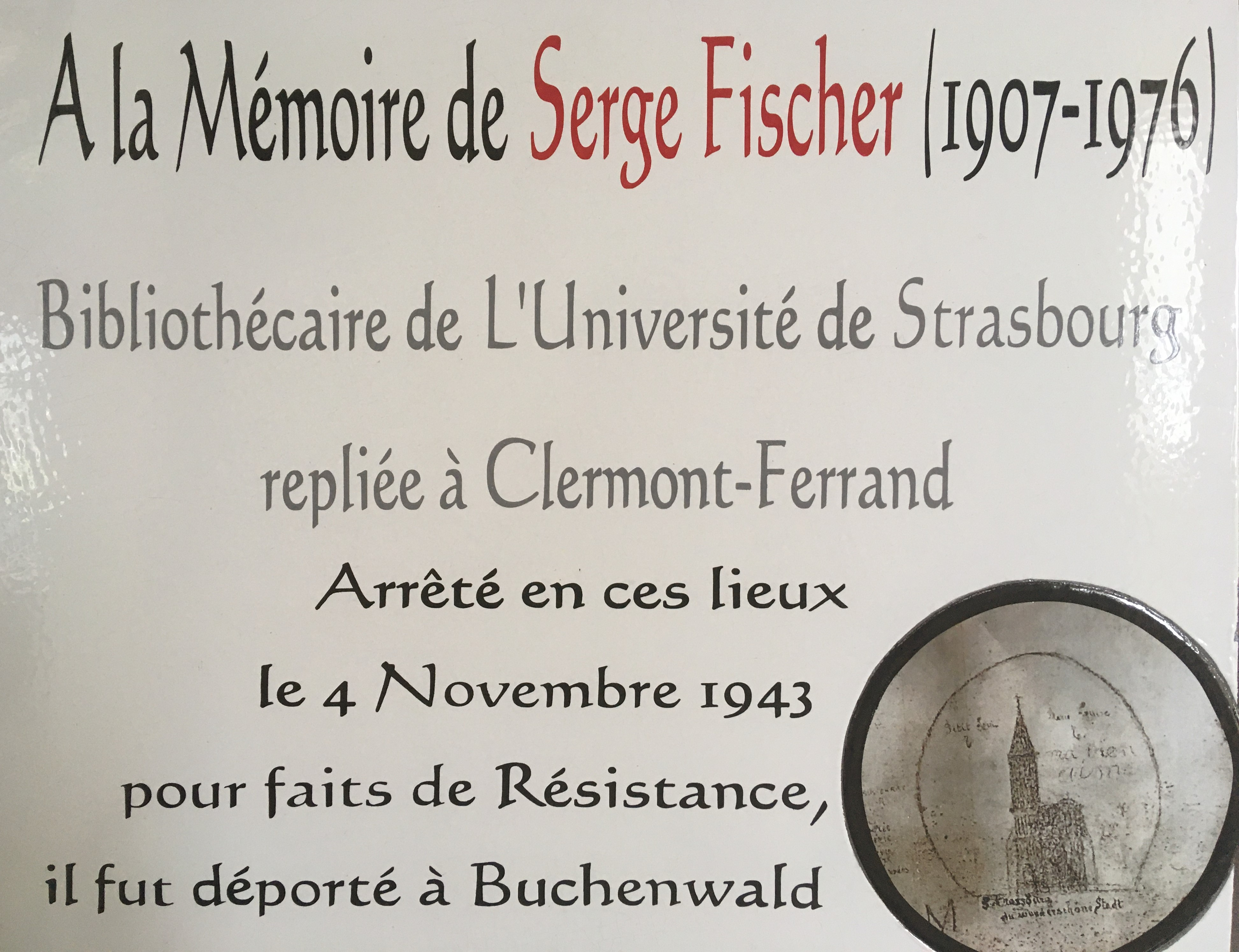
Plaque commémorative dans l'actuelle bibliothèque universitaire des Lettres et Sciences humaines (site Lafayette) de Clermont-Ferrand.

Libéré le 11 avril 1945, il regagne dans des conditions difficiles la France libérée. Brisé physiquement et ayant vieilli prématurément, il rejoint Clermont-Ferrand le 28 avril 1945. Il reprend son activité professionnelle à la BNU à l’automne 1945. Il est alors chargé d'évaluer les pertes de la bibliothèque durant la guerre, notamment dans les domaines des sciences, de la médecine et des thèses. Le bureau d'études dont il fait partie conclut ainsi dans un rapport de 1955 que 309 010 ouvrages ont été détruits ou endommagés pendant la guerre.
Serge Fischer est nommé conservateur le 1er janvier 1951 et termine sa carrière à la Bibliothèque nationale et universitaire de Strasbourg. Il occupe successivement les postes de responsable de la section des sciences, puis de celles des langues orientales, avant de prendre sa retraite en 1972. Il meurt le 7 mai 1976 à Strasbourg à l'âge de 69 ans.

## Vie privée
Serge Fischer épouse le 19 avril 1943 à Clermont-Ferrand Paulette Amoudruz (1922-1991), sœur de François Amoudruz et de Madeleine Rebérioux.

## Décorations
- Médaille de la Résistance française avec rosette (1947)[6]